# So ein Struwwelpeter
So ein Struwwelpeter ist ein satirisches Kinderbuch, das erstmals 1970 im Kinderbuchverlag Berlin erschien. Die Texte stammen von Hansgeorg Stengel, die zugehörigen Zeichnungen von Karl Schrader. Das Buch ist eine zeitgenössische Adaption des Kinderbuchklassikers Struwwelpeter des Frankfurter Arztes und Psychiaters Heinrich Hoffmann aus dem Jahr 1844. Wie in Hoffmanns Struwwelpeter werden in Kurzgeschichten die Konsequenzen kindlichen Fehlverhaltens aufgezeigt, allerdings sind die Folgen im Vergleich zum Originalbuch wesentlich harmloser. Neben bereits im Original verarbeiteten Themen wie Daumenlutschen und Gewalt gegen Tiere werden auch zeitgenössische kindliche Verhaltensmuster wie exzessiver Fernsehkonsum und Unachtsamkeit im Straßenverkehr thematisiert.

## Inhalt
Das Buch enthält 13 Kurzgeschichten:
Die Geschichte vom bockigen Martin
Martin ist ein bockiges, trotziges Kind – bis ihn ein Ziegenbock auf die Hörner nimmt.
Die Geschichte vom Tierquäler Matthias
Matthias quält gern Tiere, sogar im Zoo. Doch eines Tages wehren die Tiere sich.
Die Geschichte von der faulen Angelika
Angelika bewegt sich nicht gern und isst „für drei“ – bis sie platzt.
Die Geschichte von der eigensinnigen Ulrike
Ulrike ist habgierig und geizig („Kinder kommt mich nur besuchen, aber esst nicht meinen Kuchen“) und denkt stets nur an sich. Ein Apfelbaum beschenkt sie reichlich.
Die Geschichte vom fernsehverrückten Frank
Frank sitzt rund um die Uhr nur vor dem Fernseher. Als er dann doch einmal abschaltet und schlafen gehen will, ist der Fernseher damit nicht einverstanden.
Die Geschichte vom Kaputtmacher Siegfried
Siegfried macht alles kaputt, bis er nichts mehr hat, das intakt ist und ihm nur noch kaputte Sachen gekauft werden.
Die Geschichte vom verbrannten Spielzeug
Roderich und Rosalinde haben jede Menge Spielzeug. Doch selbst dies ist irgendwann langweilig, also zündeln sie und setzen versehentlich ihre ganzen Spielsachen in Brand, „und alles was noch übrig blieb, war die kleine Blechmaus Piep“.
Die Geschichte vom Mäkelfritzen
Fritz ist ein „Mäkelfritze“ und isst nichts außer Stachelbeeren. Als ihm eines Tages Stacheln wachsen, ist er endlich bereit andere Speisen zu probieren – doch die schmecken allesamt nach Stachelbeeren.
Die Geschichte von der Daumenlutscherin Sibylle
Sibylle lutscht ständig an ihren Daumen. Der Sandmann warnt sie, dass ihre Daumen das nicht ewig mitmachen. Und tatsächlich wacht sie eines Tages ohne Daumen auf; diese haben sich auf Wanderschaft begeben. „Niemand weiß, was beide machen – wer nicht Daumen lutscht, kann lachen.“
Die Geschichte von der ungezogenen Luise
Luise spielt entgegen aller Warnungen am liebsten auf der Straße inmitten des Verkehrs. Eines Tages wird sie von der Müllabfuhr versehentlich mit aufgeladen und auf der Müllkippe abgeladen. „Schmutzig sieht Luise aus, heult und traut sich nicht nach Haus’.“
Die Geschichte vom Faxenmacher Franz
Franz ist immer nur albern und macht Faxen. Als dem Zirkus ein Affe abhandenkommt, wird Franz kurzerhand in den Affenkäfig gesperrt. Hier vergeht ihm sein Humor.
Die Geschichte vom Stromer Johannes
Johannes ist ein Herumtreiber, bis er sich eines Tages verläuft und im Wald bei den Tieren überwintern muss.
Die Geschichte von der alten Oma Enzenbach
Tom und Tim ärgern und schmähen die alte Oma Enzenbach, was diese gelassen mit „Jungen sind halt so“ kommentiert. Als beide im Eis einbrechen, rettet Frau Enzenbach die Buben und serviert ihnen Tee und belegte Brote.
Epilog
Auf der Rückseite des Buches findet sich ein Gedicht über ein Kind mit ungepflegtem Äußeren, das sich – wie der Struwwelpeter in Hoffmanns Buch – wochenlang nicht pflegt und wäscht. Auf den Anfangsvers „Seht mal her, hier steht er – so ein Struwwelpeter“ folgt eine Beschreibung des ungepflegten Kindes, das Gedicht schließt mit „Schäm dich, Struwwelpeter“.

## Veröffentlichung
Die Erstveröffentlichung erfolgte 1970 in der DDR im Kinderbuchverlag Berlin. Das Buch gilt als Klassiker der DDR-Kinderliteratur. Nach 1990 gingen die Rechte mit der Backlist des Kinderbuchverlages Berlin an die Verlagsgruppe Beltz über, die das Buch mehrfach neu auflegte, zuletzt im Februar 2023. Das Layout blieb seit der Erstauflage weitgehend unverändert.

## Hörspieladaption
Das DDR-Hörspiel-Label Litera veröffentlichte 1980 eine Hörspielfassung des Buches auf Langspielplatte und Musikkassette. Die Geschichten des Buches wurden teils vorgelesen, teils als Lieder gesungen. Sprecher war Wolfgang Dehler, musikalisch untermalt vom Rundfunk-Kinderchor Berlin unter der Leitung von Manfred Roost.
2001 erschien eine Neuauflage auf CD.

## Fortsetzung
1993 verfasste Hansgeorg Stengel den SuperStruwwelpeter, mit noch aktuelleren Themen wie Gewalt gegen Lehrkräfte. Die Illustrationen stammen hier von Hans-Eberhard Ernst.